# デルトナ (フロリダ州)
デルトナ （英: Deltona [dɛlˈtoʊnə]）は、アメリカ合衆国フロリダ州のボルーシャ郡にある都市。人口は9万3692人（2020年）で、郡内最大である。中央フロリダのモンロー湖の北岸、セントジョンズ川沿いにある。
デルトナ市は元々計画住宅都市として設立され、ジェネラル・デベロップメント・コーポレーションとマックル・ブラザーズがマスタープランを作成し開発した。1962年に町が開設されて以来、小さな小区画から急速に成長し、20世紀の終わりまでに中央フロリダでは最大級の都市となった。これにはマックル・ブラザーズの世界規模のマーケティングにより、小さな保守費用の掛からない住宅が入手可能な価格で提供されたことが大きかった。市の大半が住宅地であり、主に近くのオーランドやデイトナビーチ、さらには周辺の町への通勤を行うベッドタウンとして機能している。

## 歴史
現在のデルトナ市と周辺の町がある地域は、当初遊牧型のティムクア族インディアンが住んでおり、地域には魚と新鮮な水が多量にあった。1845年にフロリダが州に昇格した後、蒸気船でセントジョンズ川を上りモンロー湖までの定期運航が始まった。南北戦争のときにアメリカ連合国側の秘密諜報員だったジョージ・ソールズが、その妻のアデリーンや6人の子供達と共に1859年にこの地域に最初に入植した。地域はオスティーンの町の北5キロメートルにあった。ソールズの邸宅は1972年に火事で焼けた。そこはボルーシャ郡歴史委員会から史跡として指定され、当初バランカと呼ばれた通りは1977年にジョージ・ソールズ通りと改名された。その史跡指定は2000年に外され、そこにあった標識はその後近くのオスティーン墓地に移され、その保守はボルーシャ郡保存委員会が監督している。
現在の市を構成している町は1962年、当初デルトナレイクスとして開発された。エリオット、ロバート、フランクのマックル兄弟が68.8 km2の土地を買い、計画住宅都市として開発した。この開発地は1962年11月18日に販売開始され、その区画には排水路、アパート、教会、公園、商業地、工業地、コミュニティセンター、ゴルフコースのためのものもあった。デルトナレイクスはアメリカ合衆国のオハイオ州、イリノイ州、インディアナ州、ミシガン州などを重点に販売された。販売代理店はドイツ、プエルトリコ、ラテンアメリカ、極東にも置かれた。
開設からちょうど1年が経った1965年11月までに、デルトナレイクスは人口が1,600人近くまで成長し、住居数1,000戸が建設されあるいは建設中であり、総延長192キロメートル以上の道路が舗装されあるいは表面を均された。1966年9月までにさらに多くの家族を誘致し、人口は2,413人、学校に入学した生徒は200人以上となり、土地の販売額は6,000万ドルにもなった。1967年4月、市民、社交、慈善、同好のクラブが30以上形成され、その中には市民協会、男性と女性のゴルフ協会、シャッフルボード・クラブ、自転車クラブもあった。1970年までに、デルトナレイクスは推計人口4,868人となり、1970年代と1980年代を通じて人口が増え続け、1990年には51,828人になっていた。デルトナレイクスの住人は1995年9月の住民投票で市として法人化することを認めた。これは1987年と1990年の2回の住民投票では否決された後のことだった。1995年9月9日、市憲章が採択され、7人の市政委員会委員が選出された。デルトナレイクスは1995年12月31日に法人化されることとなり、市名はデルトナと短縮された。
2000年国勢調査では人口69,543人にまで成長し、ボルーシャ郡では最大の都市となった。市が法人化した後、定期的な市の会合はデルトナ大通り沿いにあったサウストラスト銀行ビルの2階で行われていたが、初代市庁舎の建設が2001年に始まった。この700万ドルを掛けた工事は2002年3月16日に完成した。2002年12月3日、デイトナ州立カレッジ（当時はデイトナビーチ・コミュニティカレッジと呼ばれていた）のデルトナ衛星キャンパスが、デルトナ市役所の隣で起工式が行われた。このキャンパスは2004年8月のオープンとなった。
デルトナは2000年代を通じて人口が増え続けたが、その間も主に住宅地という外観は変わらなかった。2010年国勢調査の時点で人口は85,182人だった。近年、市当局が新しい企業や製造業を市に誘致するための新しい手段を採って来た。市内の経済特区は大型オフィス施設、軽工業のスペース、医療施設、倉庫・物流施設、商業レクリエーション施設、宿泊関連サービスの開発を行うべく指定された。2011年、市では初の12スクリーン映画館がオープンした。2013年8月、デイトナビーチを本拠とするベシューン・クックマン大学が、デルトナのサクソン大通り沿いに衛星キャンパスをオープンした。2014年4月、ハリファックス・ヘルスが市では初の救急医療施設をオープンした。

## 地理と気候
デルトナは中央フロリダのボルーシャ郡では南西部に位置しており、大西洋からは約40キロメートル内陸にある。デイトナビーチとオーランド両市の中間にある。市の北はレイクヘレンとカッサダガ、北西はデランド、西はオレンジシティ、南西はディバリー、南はエンタープライズ、南東はオスティーの市や町と接している。デルトナ・デイトナビーチ・オーモンドビーチ都市圏に属しており、さらに広いオーランド・デルトナ・デイトナビーチ広域都市圏に入っている。
市の土地の大半はカルスト地形にあり、うねりのある丘と数多い湖が特徴である。セントジョンズ川がモンロー湖を通り、市の直ぐ南を流れている。アメリカ地質調査所に拠ると、市の標高はデルトナの地理重心の近くで10メートルとなっている。標高は6.1メートルから34メートルの間にある。2010年時点で、アメリカ合衆国国勢調査局に拠れば、市域全面積は41.1平方マイル (106.4 km2)であり、このうち陸地37.5平方マイル (97.1 km2)、水域は3.5平方マイル (9.1 km2)で水域率は8.52%である
デルトナの気候はケッペンの気候区分で温暖湿潤気候に区分され、略号では Cfa である。暑く湿気た夏と温和な冬が特徴である。過去最高気温は1998年7月に記録した103°F (39 ℃)、過去最低気温は1985年1月に記録した19°F (-7 ℃) だった。年間平均降水量は53インチ (1,300 mm) であり、6月から9月に多い。ハリケーンのシーズンは6月1日から11月30日になっている。9月の発生個数が多い。デルトナが法人化されて以来最も激しいハリケーンは、2004年のハリケーン・チャーリーであり、目が市の上空を通過した。同年はハリケーン・フランシスと同ジーンの影響も受けて当たり年になった。
| デルトナの気候            | デルトナの気候 | デルトナの気候 | デルトナの気候 | デルトナの気候 | デルトナの気候 | デルトナの気候 | デルトナの気候 | デルトナの気候 | デルトナの気候 | デルトナの気候 | デルトナの気候 | デルトナの気候 | デルトナの気候  |
| 月                        | 1月            | 2月            | 3月            | 4月            | 5月            | 6月            | 7月            | 8月            | 9月            | 10月           | 11月           | 12月           | 年              |
| ------------------------- | -------------- | -------------- | -------------- | -------------- | -------------- | -------------- | -------------- | -------------- | -------------- | -------------- | -------------- | -------------- | --------------- |
| 最高気温記録 °F （°C）    | 89 (32)        | 89 (32)        | 92 (33)        | 96 (36)        | 100 (38)       | 102 (39)       | 103 (39)       | 100 (38)       | 98 (37)        | 96 (36)        | 92 (33)        | 88 (31)        | 103 (39)        |
| 平均最高気温 °F （°C）    | 70 (21)        | 72 (22)        | 77 (25)        | 81 (27)        | 87 (31)        | 90 (32)        | 92 (33)        | 92 (33)        | 89 (32)        | 83 (28)        | 78 (26)        | 72 (22)        | 81.9 (27.7)     |
| 平均最低気温 °F （°C）    | 47 (8)         | 49 (9)         | 54 (12)        | 57 (14)        | 63 (17)        | 69 (21)        | 71 (22)        | 71 (22)        | 70 (21)        | 64 (18)        | 57 (14)        | 50 (10)        | 60.2 (15.7)     |
| 最低気温記録 °F （°C）    | 19 (−7)        | 25 (−4)        | 27 (−3)        | 36 (2)         | 45 (7)         | 52 (11)        | 60 (16)        | 64 (18)        | 52 (11)        | 39 (4)         | 30 (−1)        | 19 (−7)        | 19 (−7)         |
| 降水量 inch （mm）        | 2.88 (73.2)    | 2.96 (75.2)    | 3.80 (96.5)    | 2.55 (64.8)    | 3.53 (89.7)    | 6.41 (162.8)   | 7.02 (178.3)   | 7.23 (183.6)   | 5.88 (149.4)   | 3.56 (90.4)    | 2.96 (75.2)    | 2.53 (64.3)    | 51.31 (1,303.4) |
| 出典：The Weather Channel |                |                |                |                |                |                |                |                |                |                |                |                |                 |

## 人口動態
| デルトナの人口                 | デルトナの人口 | デルトナの人口 | デルトナの人口 |
| ------------------------------ | -------------- | -------------- | -------------- |
| 2010年国勢調査                 | デルトナ市     | ボルーシャ郡   | フロリダ州     |
| 総人口（人）                   | 85,182         | 494,593        | 18,801,310     |
| 2000年から2010の増減率         | +22.5%         | +11.6%         | +17.6%         |
| 人口密度（人/平方マイル）      | 2,269.6        | 449.2          | 350.6          |
| 白人（ヒスパニック白人を含む） | 76.7%          | 82.5%          | 75.0%          |
| （非ヒスパニック白人）         | 56.9%          | 75.4%          | 57.9%          |
| アフリカン・アメリカン         | 10.9%          | 10.5%          | 16.0%          |
| ヒスパニック・ラテン系         | 30.2%          | 11.2%          | 22.5%          |
| アジア人                       | 1.3%           | 1.5%           | 2.4%           |
| ネイティブ・アメリカン         | 0.5%           | 0.4%           | 0.4%           |
| 太平洋諸島系                   | 0.1%           | 0.0%           | 0.1%           |
| 混血                           | 3.6%           | 2.1%           | 2.5%           |
| その他の人種                   | 6.9%           | 3.0%           | 3.6%           |

2010年時点の人口は85,182人、住居数は 34,089 軒、うち11.3% は空室だった。
以下は2000年国勢調査による人口統計データである。
| 世帯と家族（対世帯数） - 18歳未満の子供がいる: 32.8% - 結婚・同居している夫婦: 55% - 未婚・離婚・死別女性が世帯主: 15.3% - 非家族世帯: 23.7% - 単身世帯: 38.3% - 65歳以上の老人1人暮らし: 26.6% | 収入と家計 - 収入の中央値 - 世帯: 50,058米ドル - 性別 - 男性: 34,478米ドル - 女性: 27,230米ドル - 人口1人あたり収入: 21,019米ドル - 貧困線以下 - 対人口: 11.1% | 言語による構成 - 英語：81.39% - スペイン語：15.85% - イタリア語: 0.71% - フランス語: 0.58% |

ヒスパニック・ラテン系の中の構成（2010年）
ヒスパニック・ラテン系の対人口比: 30.2%
- プエルトリコ系: 20.7%
- キューバ系: 1.8%
- メキシコ系: 1.6%
- ドミニカ共和国系: 1.5%
- その他のヒスパニックあるいはラテン系: 4.6%

## 市政府
デルトナ市は市政委員会・市マネジャー方式の政府を採用しており、1人の市長と6人の市政委員が指導し、指名された市マネジャーが市の日々の運営を監督している。市民は無党派の選挙で、市全体を選挙区に1人の市長を、6つの小選挙区から各1人の市政委員を選んでいる。この7人の任期は4年間であり、連続2期までの多選制限がある。市長は公式会合の議長であり、市の儀礼上の長として機能する。副市長は毎年、市政委員の互選で選ばれる。
市の上水と下水の管理はデルトナ・ウォーターが管理している。これはデルトナ市公共事業部の1部門である。一部地域はボルーシャ郡水資源・ユーティリティ部が監督している。主たる水資源はフロリダ帯水層から来ており、これは世界でも最大級の生産的な帯水層である。固形ゴミ収集、リサイクル、産業廃棄物に関するサービスはウェスト・プロが行っている。天然ガスはフロリダ・パブリック・ユーティリティズが供給している。電力はフロリダ・パワー・アンド・ライトとプログレス・エナジー（デューク・エナジーの子会社）が供給している。電話サービスはAT&Tとセンチュリーリンクである。ケーブルテレビはブライトハウス・ネットワークが提供している。

## 交通

### 鉄道
市内には鉄道がないため西隣のデバリーまで行く必要がある。オーランドの通勤鉄道サンレイルがデバリー駅に停車する。275台分の駐車スペースがあり、パークアンドライドが可能である。

### バス
市全体で公共のバス便とパラトランジット・サービスは、ボルーシャ郡の公共輸送機関であるボートランが運行している。ボルーシャ郡が監督し、サウスデイトナに本部がある。

### 道路
デルトナを通る自動車専用道路は州間高速道路4号線のみであり、市の西部境界を横切っている。その他主要道として、フロリダ州道472号線は市内北西のハウランド大通りにある市境が終端である。フロリダ州道415号線は市の南西境界を横切っている。

### 空港
最寄りの商業便が発着する空港はオーランド国際空港であり、約53キロメートル南である。約14キロメートル南のオーランド・サンフォード国際空港や、35キロメートル北東のデイトナビーチ国際空港でも商業便の利用が可能である。

## 経済
2013年時点で、16歳以上の人口の60.0%が労働力であり、そのうち52.7%が就職し、7.2%が失業している。人口の32.4%は販売・事務職である。24.8%は管理・経営・研究・芸術の職である。20.7%がサービス業、11.5%が製造、交通、輸送業に関わっている。10.6%は天然資源、建設、維持の職である。市民が働いている産業分野としては、教育、医療、社会サービスに20.0%、小売業15.4%、専門職、科学、経営、管理、廃棄物管理で10.7%、芸術、娯楽、レクリエーション、宿泊と飲食で9.5%、製造業7.7%、金融、保険、不動産、賃貸業で7.6%、建設業7.2%、公共事業6.3%、交通、倉庫とユーティリティ5.1%、その他のサービス（公共事業を除く）4.5%、情報産業3.5%、卸売業2.2%、農業、林業、漁業、狩猟業、鉱業で0.4%となっていた。労働者の82.7%が民間企業で働いており、12.7%が公務員、4.6%が非法人化企業の自営だった。人口の85.9%が自家用車を一人で運転して通勤しており、8.1%がカープールの利用車、3.3%は自家を職場とし、0.5%が徒歩で通勤、0.4%が公共輸送機関を使った通勤、1.7%が他の手段を使った通勤をしていた。通勤に要する時間は平均32分だった。
2013年から2014年、フィッチ・レーティングス、ムーディーズ、スタンダード&プアーズがデルトナの債券を「AA-」に格付けている。フィッチは、デルトナの小さな商業部門が「市が大部分住宅地であり、大半が建売の町であること」のせいであるとしたが、市の失業率が2010年の頂点12%から2014年6月の6.4%と改善されていることを評価した。2014年時点で、市内の大手雇用主は、デイトナ州立カレッジ、次にパブリックス・スーパーマーケット、ウォルマートが来ている。

## 教育
2010年アメリカン・コミュニティ・サーベイに拠れば、デルトナで25歳以上の成人の14.2%が学士号以上を取得しており、これは全国平均の27.2%より低い。同じく84.7%が高校卒以上であり、全国平均の85.0%より幾らか低い。
デルトナ市では2012年から2013年の教育年度で、公立学校で11,877人の児童生徒が学んでいた。市内には私立学校が3校あり、初等中等教育をおこなっている。高等教育機関はベシューン・クックマン大学とデイトナ州立カレッジ衛星キャンパスがある。
公共の初等中等教育はボルーシャ郡教育学区が管轄している。この学区には、高校2校、中学校3校、小学校が7校含まれている。小学校1校が未編入のデルトナにあり、近隣の町の公立学校4校が市内の他の部分を担当している。2010年、フロリダ州教育省が市内の小学校、中学校全てに、フロリダ州包括的評価試験の結果に基づき「A」または「B」の評価を行った。2013年、市内にある高校は2校とも「B」の評価だった。
小学校
- デルトナレイクス小学校
- ディスカバリー小学校
- フォレストレイク小学校[注釈 2]
- フレンドシップ小学校
- プライド小学校
- スピリット小学校
- サンライズ小学校
- ティンバークレスト小学校

中学校
- デルトナ中学校
- ギャラクシー中学校
- ヘリテージ中学校

高校
- デルトナ高校
- パインリッジ高校

私立学校
- デルトナ・アドベンチスト学校
- デルトナ・クリスチャン学校
- トリニティ・クリスチャン・アカデミー

デルトナの子弟の教育を受け持つその他の公立学校
- ユニバーシティ高校（オレンジシティ内）
- エンタープライズ小学校（エンタープライズ内）
- オスティーン小学校（オスティーン内）
- ボルーシャパインズ小学校（レイクヘレン内）

脚注
1. 1 2 3 4  ボルーシャ郡教育学区が管轄
2. ↑  未編入のデルトナにある

## メディアと文化
デルトナは、オーランド・デイトナビーチ・メルボルン・メディア市場に属している。ラジオでは全米第33位、テレビでは同第18位の大きさである。
主要な日刊紙は「オーランド・センティネル」、「デイトナビーチ・ニューズ・ジャーナル」、「ウェスト・ボルーシャ・ビーコン」がある。「エル・センティネル」は「オーランド・センティネル」のスペイン語版である。
市内にはデルトナ地域図書館という公共図書館があり、ボルーシャ郡公共図書館体系の支所である。この体系には、本館、環境学習センター、地域社会の集会や教育のために建設された屋外1,000席の円形劇場が含まれている。この地域図書館は床面積5万平方フィート (4,600 m2) あり、アメリカ緑の建物委員会から銀の認定証を受けた。この図書館はライオニア・プリザーブの横にある。そこは広さ360エーカー (1.46 km2) の保護地であり、ボルーシャ郡の土地取得管理部とボルーシャ郡教育委員会の共同事業を行う土地である。その目的はフロリダの絶滅危惧種となっている低木の生息域を修復し維持することにある。図書館にあるライオニア環境センターがボルーシャ郡の生態系の発見と探検を奨励し、保存のために地域社会の関与を促すために動いている。